# Dekanat Kraków
Dekanat Kraków – jeden z 3 dekanatów diecezji łódzko-poznańskiej Polskiego Autokefalicznego Kościoła Prawosławnego.

## Parafie
W skład dekanatu wchodzi 6 parafii:
- Parafia Częstochowskiej Ikony Matki Bożej w Częstochowie
  - cerkiew Częstochowskiej Ikony Matki Bożej w Częstochowie
  - cerkiew św. Jerzego Zwycięzcy w Chróścinie
- Parafia św. Mikołaja w Kielcach
  - cerkiew św. Mikołaja w Kielcach
- Parafia Zaśnięcia Najświętszej Maryi Panny w Krakowie
  - cerkiew Zaśnięcia Najświętszej Maryi Panny w Krakowie
  - punkt duszpasterski w Zakopanem[2]
- Parafia św. Mikołaja w Radomiu
  - cerkiew św. Mikołaja w Radomiu
- Parafia Świętych Wiery, Nadziei, Luby i matki ich Zofii w Sosnowcu
  - cerkiew Świętych Wiery, Nadziei, Luby i matki ich Zofii w Sosnowcu
- Parafia Świętej Trójcy w Bielsku-Białej